# Познанский, Николай Николаевич
Николай Николаевич Познанский (1868 — около 1948) — присяжный поверенный, депутат Государственной думы II созыва от Харькова.

## Биография
Русский дворянин. Выпускник 3-й Харьковской гимназии. В 1890 окончил юридический факультет Харьковского университета. С 1890 по 1893 помощник секретаря в Харьковском окружном суде, затем помощник секретаря Харьковской Судебной палате,  после чего занимал должность секретаря Харьковского окружного суда. В 1903 выйдя в отставку, состоял помощником присяжного поверенного, а затем присяжным поверенным в Харькове с годовым заработком в 4,5 тысячи рублей. С 1901 член Совета присяжных поверенных Харьковского судебного округа. В ноябре 1905 поддержал забастовку почтово-телеграфных служащих. В январе 1906 арестован, заключён на месяц в Харьковскую Центральную тюрьму «в порядке охраны», был избран старостой политзаключённых. Выступал защитником на многих политических процессах, в том числе по делам: о Декабрьском вооружённом восстании 1905 в Александровске, о революционной организации Козловского полка, о забастовочном комитете на станции Синельниково, о Декабрьском вооруженном восстании 1905 на заводе Лелаф.
Во время выборов в Государственную Думу беспартийный. При выборах 80 выборщиков от Харькова голоса распределились следующих образом: Социал-демократы получили 15 мандатов, эсеры — 14, кадеты — 20, чёрная сотня (Русское собрание) — 18 и организовавшие собственную группу беспартийные — 13. Ни один партийный кандидат пройти не мог, и тогда было принято решение голосовать "персонально". После многочисленных совещаний был выдвинут Н. Н. Познанский, все партии согласились с его кандидатурой, и даже чёрная сотня, боясь левых кандидатов, была согласна за него голосовать.
Таким образом 18 февраля 1907 года Познанский был избран от съезда городских избирателей Харькова в Государственную думу II созыва. Оставался беспартийным, определяя свою политическую позицию как левее конституционных-демократов, заявлял  о симпатиях к Трудовой группе, но не вошёл в неё. 23 февраля 1907 года избран 1-м товарищем председателя 2-й Государственной Думы. Были выдвинуты 4 кандидата: двое (Познанский и М. Е. Березин) от левого блока и двое от правого (профессора Капустин и Рейн). Были избраны Познанский, получивший 349 избирательных шаров, и Березин, получивший на 4 голоса меньше.
Газета "Русское слово" писала о нём: 

Г-н Познанский – высокий, довольно плотный блондин, с красивой головой, живыми. светлыми глазами, мягкий и сдержанный в общении с оттенком добродушной иронии. Если «кадета» представлять себе в виде «буржуя», хорошо питающегося, носящего платье от хорошего портного, то г. Познанский скорее «кадет» чем левый.
По словам Шульгина, Н. Н. Познанский вёл заседание Думы во время его [Шульгина] резкого выступления, в ответ "Познанский звонил как в набат, словно я зажёг пожар". Выступал в прениях по Наказу, по вопросу о привлечении 55 членов Социал-демократической фракции к уголовной ответственности.
После роспуска 2-й Государственной Думы вернулся к адвокатской практике, продолжал выступать на политических процессах. С 1909 по 1917 год товарищ председателя Совета присяжных поверенных Харьковского судебного округа.
После Февральской революции 1917 уездный земский гласный, гласный Харьковской городской думы (избран от Трудовой народно-социалистической партии).  29-го ноября 1917 года при обсуждении вопроса в Харьковской городской думе об отношении к 3-му Универсалу украинской Центральной Рады
огласил декларацию народных социалистов.
Весной 1919 член Коллегии правозаступников в Харьковском губернском революционном трибунале.  После занятия Харькова белыми переехал в Новочеркасск, где вновь исполнял обязанности присяжного поверенного. С 17 марта 1920 года после установления советской власти в Области Войска Донского был избран членом коллегии защитников, обвинителей и представителей сторон в гражданском процессе при Новочеркасском окружном исполкоме.
В 1921-1923 правозащитник при Харьковском губернском революционном трибунале. В марте 1923 года избран в президиум Харьковской коллегии защитников. 17 июля 1926 арестован по делу князя Павла Долгорукова, освобождён 4 августа 1926 года. По этому же делу были арестованы и позднее отпущены бывшие депутаты Г. М. Линтварёв и В. Н. Радаков.
Имел имение (усадьбу) в поселке Высокий Харьковской области. В имении была сооружена специальная веранда, которая поворачивалась к солнцу, так как младший сын Николай часто болел бронхитом. Во время Великой Отечественной войны 1941-1945 года имение попало под бомбёжку и было разрушено. Во время войны сам Николай Николаевич со своей второй женой Красовский Людмилой Федоровной находится в Средней Азии. Вернулся после окончаний войны и до момента смерти проживал в г. Харьков, где и умер в возрасте более 70-ти лет. Похоронен в г. Харьков.

## Семья
Первая жена Познанская Александра Ксенофонтова 
- Сын — Дмитрий Николаевич Познанский (?—?), в Добровольческой армии, после окончания Гражданской войны в эмиграции[7].
- Сын  — Николай Николаевич Познанский (младший) (декабрь 1905—1951), окончил консерваторию в Харькове и был распределён в Краснодар в музыкальное училище, где работал завучем. Был женат Варваре Петровне Морозовой (1909—1989). В 1946 году переехал в Ялту, там был завучем музыкальной школы. Умер в городе Ялта от туберкулёза.  
  - Внучка —  Светлана Николаевна Познанская (Березина) ( род. 1936), живёт в Москве.
    - Правнук —  Артур Евгеньевич Березин (Москва),
    - Правнучка —  Анжела Евгеньевна Березина (Константинова) (Москва).

  - Внучка —  Марина Николаевна Познанская (Ляпина) (род. 1941), живёт в Севастополе.  
    - Правнучка — Вероника Анатольевна Ляпина (Цепелева) (Севастополь).

Вторая жена Красовская Людмила Федоровна - общих детей не было.

### Архивы
- Архив УСБУ [Управление службы безопасности Украины] по Харьковской области. Дело Н-25320. (Долгорукова)
- Российский государственный исторический архив. Фонд 1278. Опись 1 (2-й созыв). Дело 340; Дело 611. Лист 6.